# 楊渙
楊渙（1404年—？），字德濟，江西吉安府泰和縣人，民籍。明朝政治人物。同進士出身。

## 生平
正統九年（1444年）舉順天府鄉試第五十九名。正統十年（1445年）聯捷乙丑科會試第一百二十五名，殿試登進士第三甲第十六名。

## 家族
曾祖楊尚友，曾任元興國縣主簿。祖父楊景雲。父亲楊復環。